# أسفل شعب مسود

تعديل مصدري - تعديل

أسفل شعب مسود هي إحدى قرى عزلة القارة بمديرية رصد التابعة لمحافظة أبين، بلغ تعداد سكانها 28 نسمة حسب تعداد اليمن لعام 2004.